# Stylodinium
Stylodinium (deutsch Stielalge) ist eine Gattung einzelliger Dinoflagellaten der Ordnung Phytodiniales. Die Zellen sind kugelförmig bis oval und heften sich mit einem Stiel an anderen Algen oder Makrophyten an, obwohl sie eigentlich auch selbst schwimmen können, was daher einige Rätsel aufgibt.
Die Typusart (Lectotyp) der Gattung ist Stylodinium globosum G. A. Klebs, eine Süßwasser-Art, es gibt aber auch marine Arten.

## Beschreibung
Die Arten der Gattung Stylodinium sind Einzeller, die während des größten Teils ihres Lebenszyklus festsitzend (sessil) und unbeweglich sind, indem sie sich mit einem Stiel (englisch stalk) an festen Substraten anheften.
Oft handelt es sich bei diesem Substrat um Algenfäden (etwa bei den Süßwasserarten) oder ein Sandkorn am Boden („sammolitoral“, beispielsweise bei marinen Arten).
Es gibt aber auch ein Geißelstadium, das dem typischer Dinoflagellaten ähnelt.
Bei der Untersuchung von Proben mit geringer Vergrößerung kann Stylodinium leicht mit einer Zyste anderer (mobiler) Dinoflagellaten verwechselt werden, die ebenfalls kugelförmig sein können; das wichtigste Unterscheidungsmerkmal ist jedoch der Stiel.
Die Ultrastruktur wurde mit Schwerpunkt auf dem apikalen Stiel untersucht.

## Habitat
Die meisten Arten der Gattung Stylodinium sind Mitglieder der Süßwasserflora, insbesondere in Mooren, nur wenige Arten (wie S. littorale und S. gastrophilum) leben in marinen Umgebungen, im sandigen Substrat der Küstenzonen („sammolitoral“).
Die Typusart S. globosum ist in Mitteleuropa heimisch.
Ihre Variante S. lindemannii wurde vor knapp 80 Jahren (Stand 2022) von Willy Baumeister im heutigen Naturschutzgebiet Kieshofer Moor in Mecklenburg-Vorpommern gefunden.
Die Variante S. bavariense wurde von ihm im Gebiet ehemaliger Torfstiche nahe des bayerischen Seeon (vermutlich Seeon-Seebruck, siehe Seeoner Seen) entdeckt.
Beide werden als Synonyme heute der Typusart S. globosum untergeordnet
Diese wurde zudem von Martin Kreutz im Juni 2022 auch im Simmelried (bei Konstanz) aufgespürt.
Die Salzwasserart S. littorale wurde im Sand von Meeresküsten in subtropischen und tropischen Regionen Japans, sowie in angrenzenden Gewässern gefunden.

## Stylodinium globosum
Die Typusart S. globosum ist ein sessiler Dinoflagellat, der sich in Mooren und ähnlichen Lebensräumen mit einem Stiel auf festen Substraten festsetzt; meistens handelt es sich bei diesem Substrat um Algenfäden.
S. globosum vermehrt sich durch mobile Schwärmer von der typischen Morphologie (Gestalt) der Dinoflagellaten, die nach einer vorangegangenen Zellteilung freigesetzt werden.

## Stylodinium littorale
Die marine Art S. littorale hat einen Lebenszyklus, in dem sich eine gestielte und unbewegliche „sammolitorale“ Phase (als Sandbewohner) abwechselt mit einer freien und beweglichen Phase, die die Form eines typischen gymnodinioiden Schwärmers hat, d. h. eines Flagellaten der Gymnodiniphycidae (wie Gymnodinium).
Die unbewegliche Phase ist einzellig, gestielt und kugelförmig, mit vielen scheibenförmigen Chloroplasten in der Peripherie und einem Zellkern in der für Dinoflagellaten typischen Gestalt.
Der Zellkörper ist von einer Theca umgeben (Thekentafel/Tabulation pp, 5′, 2a, 7″, ×, 5c, 6s, 5′″, lp, 1″″). Die bewegliche Zelle hat eine Theca, die aus nur recht dünnen Platten besteht.
Eine allgemeine ultrastrukturelle Untersuchung ergab, dass S. littorale eine typische Dinoflagellaten-Zellstruktur besitzt.
Der Organismus vermehrt sich ungeschlechtlich durch die Bildung von zwei Zoosporen oder Aplanosporen innerhalb des Zellkörpers. Eine sexuelle Vermehrung ist unbekannt.
In vielerlei Hinsicht ähnelt S. littorale anderen Vertretern von Stylodinium, z. B. in Bezug auf die grobe Morphologie, die Fortpflanzungsmethode und die Art des Lebenszyklus, unterscheidet sich aber von ihnen in der Tabulation und im Lebensraum (Habitat).
Die Ultrastruktur von S. littorale wurde mit besonderem Schwerpunkt auf seinem Stiel und seiner Befestigung am Zellkörper (dem apikalen Stielkomplex) untersucht. Die unbewegliche Phase verfügt über einen langen und ausgeprägten Stiel, der aus einem zylindrischen Hauptteil und einer Haltevorrichtung besteht. Der Stiel ist fest mit einer Thecalplatte (der apikalen Porenplatte) verbunden.
Ein Teil seines dem Zellkörper nahen (proximalen) Teils ist hohl und im Querschnitt V-förmig.
Auch in den beweglichen Zellen ist ein apikaler Stielkomplex vorhanden, der aus einer großen apikalen Porenplatte und schleimigem Material besteht; die apikale Porenplatte ist in dieser Phase in die Zelle eingedrückt und hat nur einen schmalen zentralen röhrenförmigen Vorsprung; das schleimige Stielmaterial wird zwischen dieser Platte und der äußeren Plattenmembran gelagert.
Der röhrenförmige Vorsprung der apikalen Porenplatte entspricht der apikalen Pore anderer Dinoflagellaten.
Die Struktur des apikalen Stielkomplexes ist vergleichbar mit der homologen Struktur in Bysmatrum arenicola, einem anderen untersuchten Beispiel für einen apikalen Stielkomplexbei Dinoflagellaten.

## Bedeutung
Stylodinium ist, zumindest was die Typusart S. globosum anbetrifft, eine im Verborgenen heimischer Moore lebende Alge. Der einzellige Panzergeißler (Dinoflagellat) droht heute gemeinsam mit seinem Lebensraum zu verschwinden (→Moor §Gefährdung von Mooren und Folgen für das Klima), noch bevor seine den Aufsitzerpflanzen (Epiphyten) des Regenwalds ähnelnde kuriose Lebensweise erforscht ist.
Wenn durch weitere Forschung ihre Arten sicher bestimmbar werden, dann könnte diese Stielalge daher der Biodiversitäts- und Klimaforschung dienen.
An dieser Aufgabe arbeiten aktuell Teams um Marc Gottschling von der Ludwig-Maximilians-Universität München (LMU) und Urban Tillmann vom Alfred-Wegener-Institut, Helmholtz-Zentrum für Polar- und Meeresforschung (AWI) in Bremerhaven.
Beide sind Mitglieder der Sektion Phykologie der Deutschen Botanischen Gesellschaft (DBG), die Stylodinium wegen dieser Bedeutung zur Alge des Jahres 2022 gewählt hat.

## Artenliste
Artenliste (Stand 4. Februar 2025):
Stylodinium G.A.Klebs, 1912(A,W,N)
- Spezies Stylodinium africanum Bourrelly 1961(A,W)
- Spezies Stylodinium baumeisteri (C. E. M. Bicudo & Skvortzov) Moestrup & Calado 2018(A,W)
- Spezies Stylodinium cerasiforme Pascher 1927(A,W)
- Spezies Stylodinium gastrophilum Cachon, Cachon & Bouquaheux 1965(A,W) (marin)(W)
- Spezies Stylodinium globosum G. A. Klebs 1912(A,W) – Typusart (Lectotyp)(A,W)
- Spezies Stylodinium gracile (Pascher) Starmach 1974(A,W)
- Spezies Stylodinium grande F. W. Jane 1945(A,W)
- Spezies Stylodinium littorale T. Horiguchi & Chihara 1983(A,W,N)[12][13][14] (marin)(W) – Stamm NY017(N)
- Spezies Stylodinium longipes R. H. Thompson 1949(A,W)
- Spezies Stylodinium phaseolus (Pascher) Bourrelly 1970(A,W)
- Spezies Stylodinium polymorphum Baumeister 1957(A,W)
- Spezies Stylodinium quadrangulare Moestrup & Calado 2018(A,W)
- Spezies Stylodinium sphaera Pascher 1944(A,W)
- Spezies Stylodinium tarnum Baumeister 1943(A,W)
- Spezies Stylodinium truncatum G. A. Klebs 1912(A,W)

Synonyme:
- Spezies Stylodinium bavariense Baumeister 1943 => Stylodinium globosum G. A. Klebs(A,W)
- Spezies Stylodinium lindemannii Baumeister 1943 => Stylodinium globosum G. A. Klebs(A,W)

(A): AlgaeBase
(W): World Register of Marine Species (WoRMS)
(N): Taxonomie des National Center for Biotechnology Information (NCBI)

## Etymologie
Der Gattungsname leitet sich ab von altgriechisch στῦλος stylos, deutsch ‚Säule‘, ‚Stiel‘, die Suffixwurzel „-dinium“ wird üblicherweise für die Benennung von Dinoflagellaten verwendet, kommt also von altgriechisch δεινός deinós, deutsch ‚schrecklich, gewaltig‘.
- Das Art-Epitheton globosum kommt vom lateinischen Adjektiv globosum rund (wie ein Ball), sphärisch (Stearn 1983),[2]
  - der Zusatz bavariense ist neulateinisch und bedeutet ‚bayrisch‘, ‚von Bayern‘, zu ‚Bayern gehörig‘[1]
  - der Zusatz lindemannii ist neulateinisch und Genitiv von lindemannius, womit der Botaniker Erich Lindemann (1888–1945) für seine Verdienste um die Erforschung dieser Gattung (und anderer) geehrt wird.[8][16]
- Das Art-Epitheton littorale lommt vom lateinischen Adjektiv littoralis ‚litoral, zur Küste gehörend‘ (Stearn 1983),[2] was auf die sammolitorale (in Sand der Küstenonen festsitzende) Lebensweise der sessilen Phase dieser Spezies hinweist.